# Johann Friedrich Armand von Uffenbach
Johann Friedrich Armand von Uffenbach (Fráncfort del Meno, 1687-1769), arquitecto, estudiante de leyes y música.

## Biografía
Miembro de la antigua familia de comerciantes de Fráncfort del Meno. En su juventud realizó viajes con su hermano Zacharias Conrad von Uffenbach, recorriendo ciudades como Lübeck, Hamburgo y Londres. En 1712 inició su carrera de leyes en Estrasburgo, graduándose en 1714. Realizó otros viajes rumbo a Italia, donde constantemente estaba en contacto con el ambiente musical de la ópera italiana. Su entusiasmo por la música lo puso en contacto con gran cantidad de músicos de la época.
Su hermano Zacharias Conrad von Uffenbach (1683-1743) fue un entusiasta bibliófilo y coleccionista de manuscritos de renombre europeo, estimando su biblioteca privada en cerca de 40 000 libros.
- Datos: Q3180542
- Multimedia: Johann Friedrich von Uffenbach / Q3180542